# 251-й важкий бомбардувальний авіаційний полк (Україна)
251-й Гвардійський інструкторський важкий бомбардувальний авіаційний полк   — військове формування Повітряних сил України, яке існувало у 1991—1993 роках. Полк мав на озброєнні бомбардувальники Ту-16.

## Історія
1991 року на озброєнні авіаполку перебували 27 Ту-16К.
Зняття з озброєння бомбардувальників Ту-16 призвело до розформування полку.

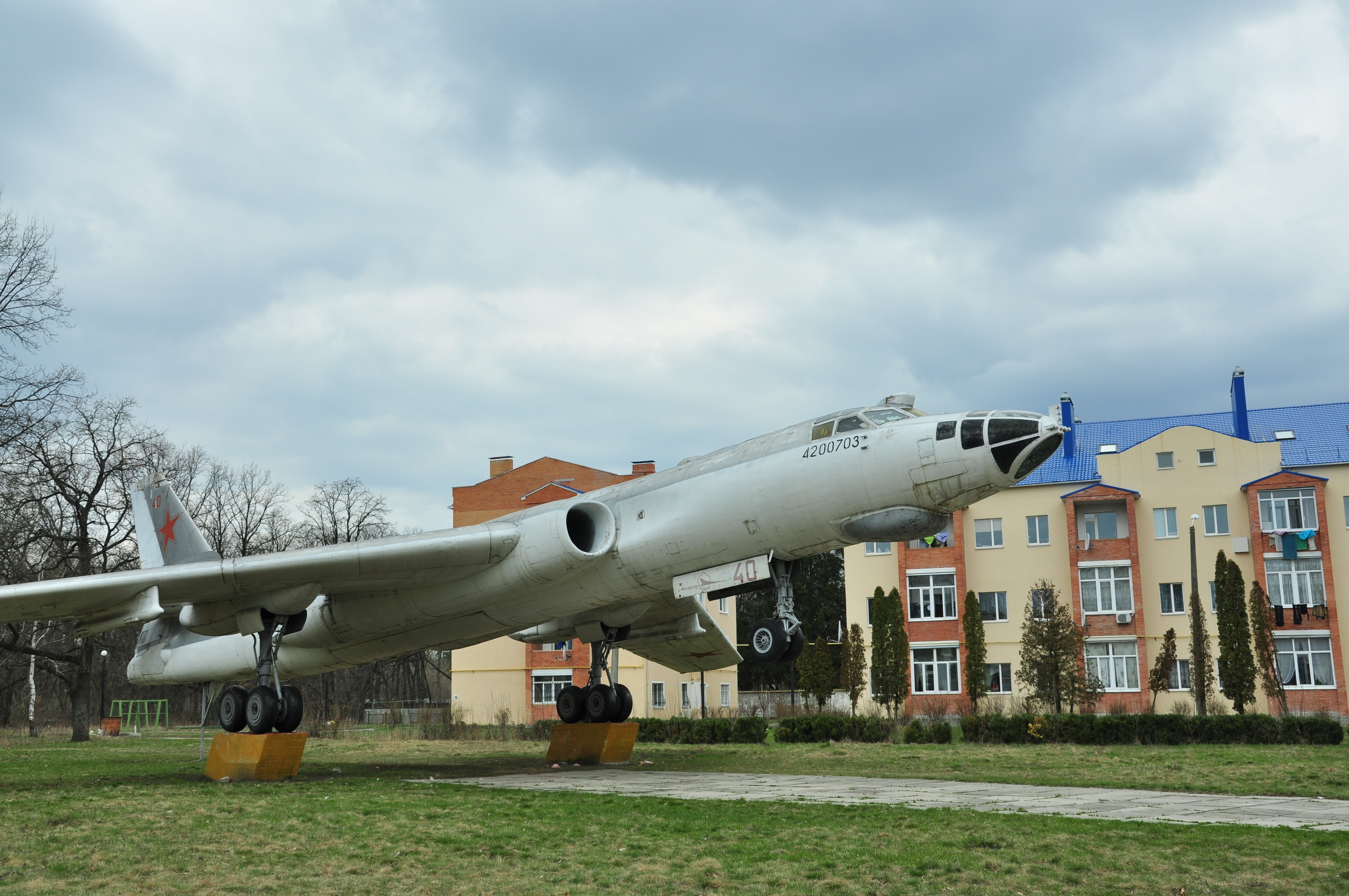
Пам'ятник Ту-16, встановлений в 1984 році на честь 40-річчя 251-го гвардійського важкого бомбардувального авіаполку